# Temple protestant du Foyer de l'Âme
Le temple protestant du Foyer de l'Âme, située 7 bis rue du Pasteur-Wagner dans le 11e arrondissement de Paris, accueille une paroisse de tendance protestante libérale – c'est-à-dire un christianisme issu des Lumières, avec une lecture historico-critique de la Bible. La paroisse est membre de l'Église protestante unie de France.

## Histoire
En 1881, l’Église réformée de Paris dans le cadre du régime concordataire français est divisée en paroisses locales autonomes, sur le vœu des protestants libéraux qui pensent pouvoir obtenir ainsi la gestion de deux temples, l'Oratoire du Louvre et Sainte-Marie, où ils sont majoritaires. Or, aux élections presbytérales de 1882, ils sont battus à Saint-Marie comme dans les autres paroisses parisiennes par les protestants « évangéliques », appelé orthodoxes par les libéraux, issus du Réveil. Pour préparer et gagner les élections suivantes, le Comité central libéral recrute alors le pasteur alsacien Charles Wagner.
À l'automne 1881, il loue un local situé 2 rue des Arquebusiers, dans le quartier de la Bastille, appelé « œuvre libérale dans la paroisse de Sainte-Marie ». Charles Wagner y anime l’École du dimanche, le cours des catéchumène et la Société de jeunes gens. En décembre 1885, il commence à y célébrer un culte régulier. Mais les élections presbytérales à Sainte-Marie confirment l'avance des « évangéliques » en 1886 et en 1889. Charles Wagner est un libéral modéré, non-sectaire, et préfère se concentrer sur le développement de son œuvre. En 1890, il la rebaptise « paroisse évangélique libérale des Arquebusiers », ce qui déplait aux libéraux. En mars 1891, c'est donc le pasteur Jules-Émile Roberty qui est choisi pour succéder à Ariste Viguié à l'Oratoire du Louvre.
Mais les libéraux l'aident en revanche à mettre sur pied une paroisse indépendante. Fin 1892, la communauté déménage au 91 du boulevard Beaumarchais, dans un local pouvant accueillir deux à trois cents fidèles.
En 1904, Charles Wagner effectue une tournée aux États-Unis à l'invitation du président Theodore Roosevelt, qui a lu une traduction de son livre La vie simple. Il y lève des fonds qui lui permettent de faire construire un nouveau temple. Le 17 mars 1907, il inaugure le temple du Foyer de l'Âme, dans une portion de la rue Daval qui devient en 1925 la rue du Pasteur-Wagner,,.
À l'étage, un dispensaire, un magasin de vêtements et les nombreuses activités proposées illustrent l'esprit de solidarité sociale qui anime la démarche du fondateur. Le dispensaire a aujourd'hui disparu mais subsiste l'engagement social de la paroisse dans de nombreuses activités.
En 2009 est inauguré un nouvel orgue, de la marque Blumenroeder.
Après l'obtention du label patrimoine du XXe siècle en 2011, les façades et toitures de l'immeuble et son clocher, le vestibule, la salle de culte comprenant la chaire, le buffet d'orgue, la table de communion et le parquet à balustrades attenant, la verrière et sa couverture sont inscrits au titre des Monuments historiques par arrêté du 14 octobre 2022.

## Description
La façade du temple, sobre, contraste avec l'esprit Art nouveau de la salle de culte. Une grande verrière au plafond illumine les lieux. Dans l'axe de l'entrée, on trouve une très ancienne impression de la Bible sur la table de communion, la chaire de prédication, et au-dessus, l'orgue. L'orgue est construit en même temps que le temple, en 1907. Il est remplacé en 2009 par un orgue neuf, construit dans le buffet d'origine par la manufacture Blumenroeder de Haguenau.

Intérieur du temple
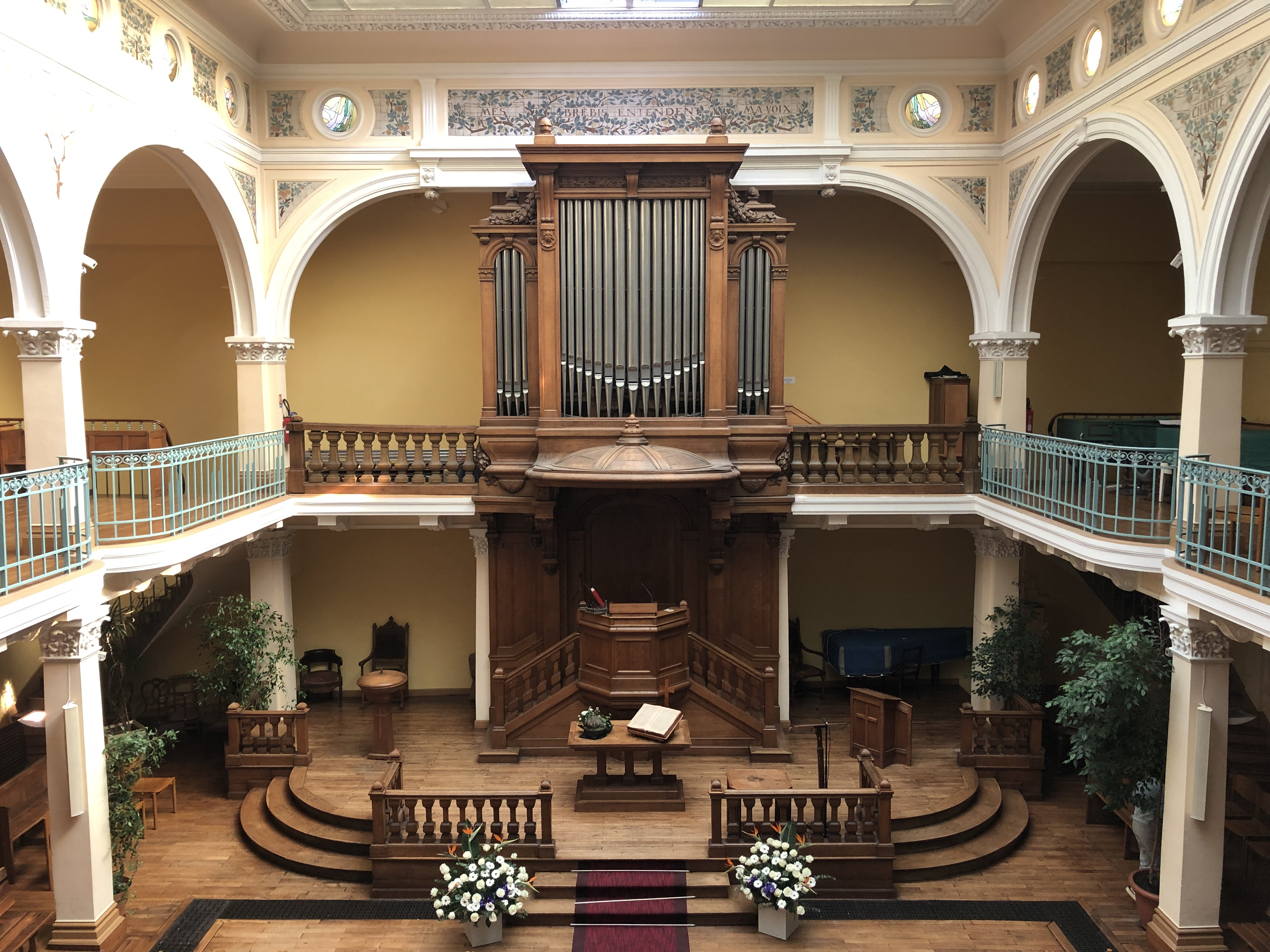
Chaire.
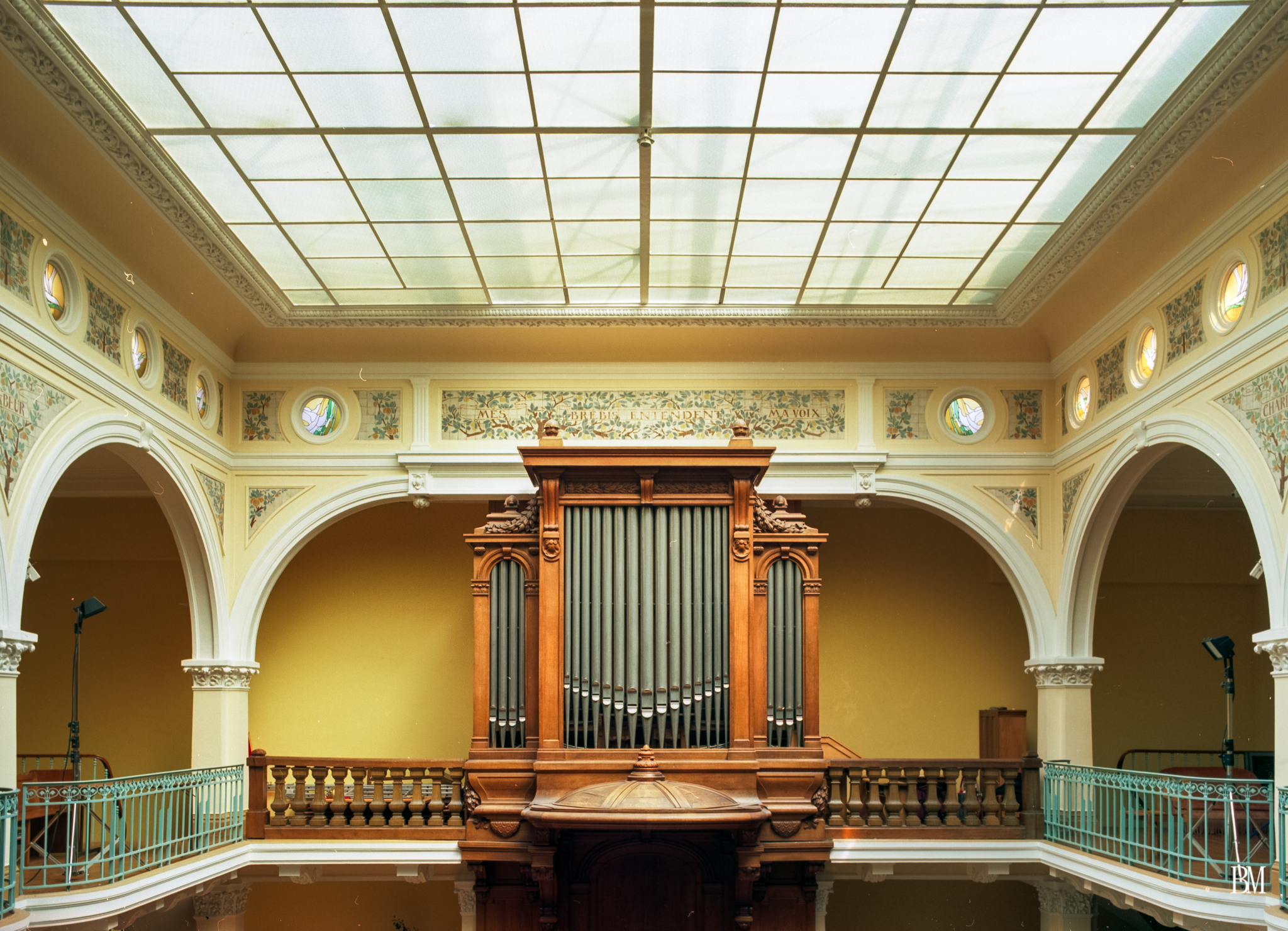
Orgue.